# Allagelena bistriata
Allagelena bistriata là một loài nhện trong họ Agelenidae.
Loài này thuộc chi Allagelena. Allagelena bistriata được miêu tả năm 1861 bởi Grube.